# Marcin Grochowina
Marcin Grochowina (nacido en 1970 en Polonia) es un músico, pianista, y compositor polaco.

## Biografía
Comienza a tocar el piano a los 6 años de edad. A los diez años ya interpretó su primer concierto de piano en la radio polaca, y con catorce compitió en el concurso de jóvenes pianistas. Esto le permitió estudiar música en la escuela secundaria Katowice, una escuela de élite que ha dado muchos artistas conocidos. Tras su graduación en música obtuvo el diploma de madurez artística en la escuela superior de música de Friburgo, graduándose en 1994. Allí trabajó desde su graduación hasta 2006 como profesor. Desde 2009 es profesor de piano en el conservatorio de Berna. Mientras tanto, actúa como músico solista y de cámara en varios países de Europa, Estados Unidos, Canadá y China, donde impartió clases magistrales en el Conservatorio de Shenyang entre 2005 y 2006.
Marcin Grochowina es uno de los pocos pianistas que compatibilizan el repertorio clásico con el Jazz y la improvisación con un alto nivel. Con programas inusuales, tales como un proyecto George Gershwin (Stairway to Heaven), composiciones sobre el campo de concentración de Theresienstadt, Grochowina trata de romper el esquema de los conciertos combinando composición e improvisación. Bajo el sello Südwestrundfunk reúne grabaciones de recitales de piano y jazz con obras de Ludwig van Beethoven, Frédéric Chopin, Duke Ellington y Miles Davis, recibiendo considerable atención.
En los últimos años, Grochowina también dejó su huella como un compositor de música para el cine y la radio. Se unió al grupo de vanguardia de jazz "Whisper Hot ensamble", con el que se presentó al festival conmemorativo del 250 aniversario de la muerte de Bach en Leipzig con la Orquesta Barroca de Friburgo.
En 1999 por invitación de Yehudi Menuhin participó en el MUS-E. En muchos conciertos, como "Beethoven und Improvisation, Miles to Mozart", Grochowina pone en práctica su técnica. En el verano de 2006 y 2008 interpretó en la gran final del Festival Menuhin en Gstaad "Tout le monde du violon".
Ha tocado con Ewa Bem, Magdalena Rezler Niesiołowska, Michal Urbaniak, Nigel Kennedy, Adam Taubitz, Felix Borel, Biesenbender Volker, Winterstein Titi, Barbara Thompson, Fernow Wolfgang, Michael Kuttner, Paulo Cardoso, Roberts, Judy y Ruiz Fabien.